# Teatro Lirico Sperimentale
Das Teatro Lirico Sperimentale in Spoleto wurde 1947 von Adriano Belli, Anwalt und Musikwissenschaftler, mit dem Ziel gegründet, junge Gesangstalente, die noch nicht debütiert haben, auf die künstlerische Karriere vorzubereiten.

## Förderung
Die auf jährlicher Basis durchgeführte Aktivität ist in drei Phasen gegliedert:
1. Der Wettbewerb für junge Opernsänger der Europäischen Union (im März), der auf internationaler Ebene als einer der wichtigsten europäischen Wettbewerbe gilt. Eine Jury wählt die Kandidaten aus.
2. Der Debütvorbereitungskurs für die Gewinner des Gesangswettbewerbs (von April bis August). Während des Kurses haben die Sänger Unterricht in Mimik, Stimmausdruck, Diktion und Rezitation. Zu den Dozenten der letzten Jahre zählten: Renato Bruson, Raina Kabaivanska, Luca Ronconi, Ugo Gregoretti, Henning Brockhaus, Piera Degli Esposti, Enza Ferrari, Massimo De Bernart, Ruggero Raimondi und viele andere. In der abschließenden Phase des Kurses werden die Sänger auf die Rollen der von der künstlerischen Leitung ausgewählten Opern vorbereitet.
3. Die Opernsaison, die in Spoleto im Teatro Nuovo und im Theater Caio Melisso stattfindet und den Höhepunkt der Vorbereitung der jungen Sängerinnen und Sänger darstellt. Die Saison sieht mindestens drei Titel des Opernrepertoires vor. Eine der Produktionen wird auch in den wichtigsten Städten Umbriens aufgeführt: Perugia (Theater Morlacchi), Terni (Theater Verdi), Todi (Stadttheater), Orvieto (Theater Mancinelli), Città di Castello (Teatro degli Illuminati), Assisi (Lyrick Theatre).

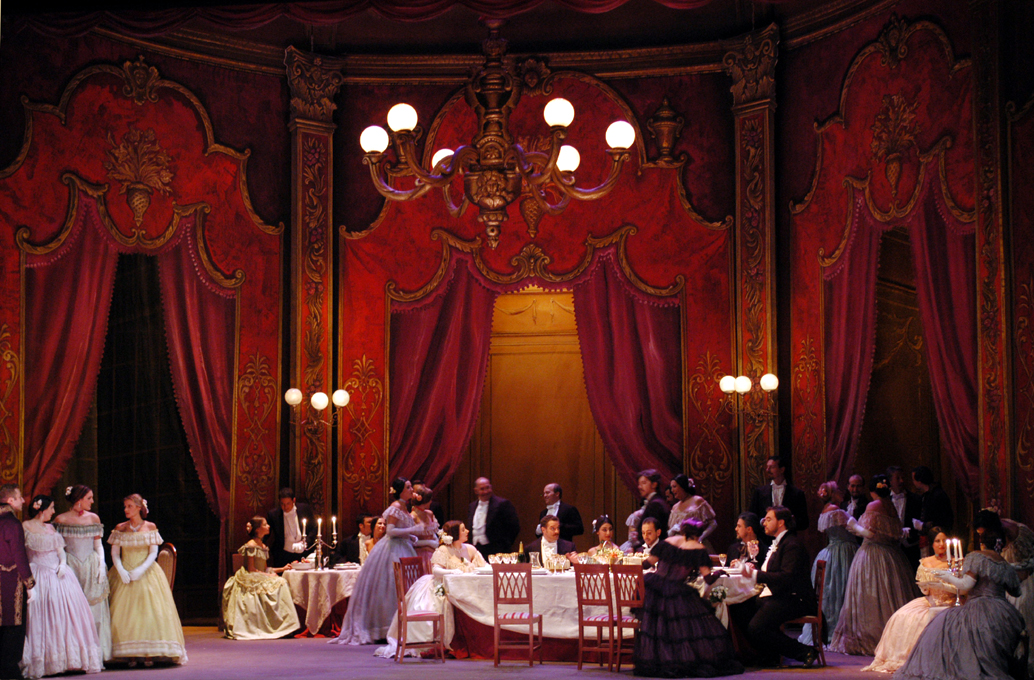
Teatro Nuovo

## Mitarbeiter und Absolventen
Verschiedene renommierte Künstler stellten in den letzten Jahren ihre Mitarbeit zur Verfügung, darunter als Dirigenten Spiros Argiris, Bruno Aprea, Massimo De Bernart, Enrique Mazzola, Ivo Lipanovic, Marcello Panni, und als Regisseure Giancarlo Cobelli, Giorgio Pressburger, Luca Ronconi, Henning Brockhaus, Denis Krief, Franco Ripa di Meana, Piera Degli Esposti, Daniele Abbado, Gabriele Dolcini, Gigi Proietti, Stefano Monti.
Einige der bedeutendsten Künstler der letzten 50 Jahre begannen ihre Karriere mit einem Wettbewerbssieg und dem Studium in Spoleto. Zu ihnen zählen Franco Corelli, Antonietta Stella, Anita Cerquetti, Giangiacomo Guelfi, Ettore Bastianini, Anna Moffo, Gabriella Tucci, Marcella Pobbe, Rolando Panerai, Margherita Rinaldi, Franco Bonisolli, Giorgio Merighi, Leo Nucci, Ruggero Raimondi, Renato Bruson, Mietta Sighele, Veriano Luchetti, Salvatore Fisichella, Luciana D’Intino, Mariella Devia, Lucia Aliberti. In den letzten Jahren: Natale De Carolis, Giusy Devinu, Elisabeth Norberg-Schulz, Giuseppe Morino, Monica Bacelli, Roberto Frontali, Nuccia Focile, Giuseppe Sabbatini.

## Weitere Aktivitäten
Seit einigen Jahren führt das Teatro Lirico Sperimentale in Zusammenarbeit mit der Region Umbrien, der Provinz Perugia, der Gemeinde Spoleto und dem Europäischen Sozialfonds Ausbildungskurse für Musikalische Assistenten und Orchestermusiker durch.
Seit 1993 wird außerdem der zweijährliche Wettbewerb „Orpheus“ für neue Kammeropern organisiert. Fünf Jahre lang führte Luciano Berio den Vorsitz der internationalen Jury. Die Welterstaufführungen der Siegerwerke, die unveröffentlicht sein müssen, finden in Spoleto und anschließend im Opernhaus Rom statt.
Im Jahr 2001 verwirklichte das Teatro Lirico Sperimentale das „Projekt Bach/Berio – Die Kunst der Fuge“, ein von Luciano Berio koordiniertes Projekt der Transkription für mehrere Instrumente, Neubearbeitung und Ausführung (in Spoleto, London, Den Haag, Lyon) des Meisterwerks von Bach.
Die Lehrtätigkeiten finden in Spoleto in der Villa Redenta des 18. Jh. und in antiken Sälen der Stadt statt, darunter der Pegasus-Saal, eine ehemalige Kirche aus dem 12. Jahrhundert.
Die Werke der Opernsaison werden im Teatro Nuovo (1864 gebautes Theater im italienischen Stil) und im noch älteren Theater Caio Melisso vorbereitet, inszeniert und aufgeführt. Im „Centro Studi-Belli Argiris“, Geschichtsarchiv und Mediathek des Teatro Lirico Sperimentale,  stehen eine umfangreiche Musikbibliothek sowie eine gut ausgestattete, der Oper gewidmete Audio-/Videothek zur Verfügung.
Das Teatro Lirico Sperimentale arbeitet mit einigen der größten italienischen Operntheater zusammen, darunter das Opernhaus Rom, das Stadttheater Bologna, das Stadttheater Florenz und die Arena Sferisterio in Macerata.

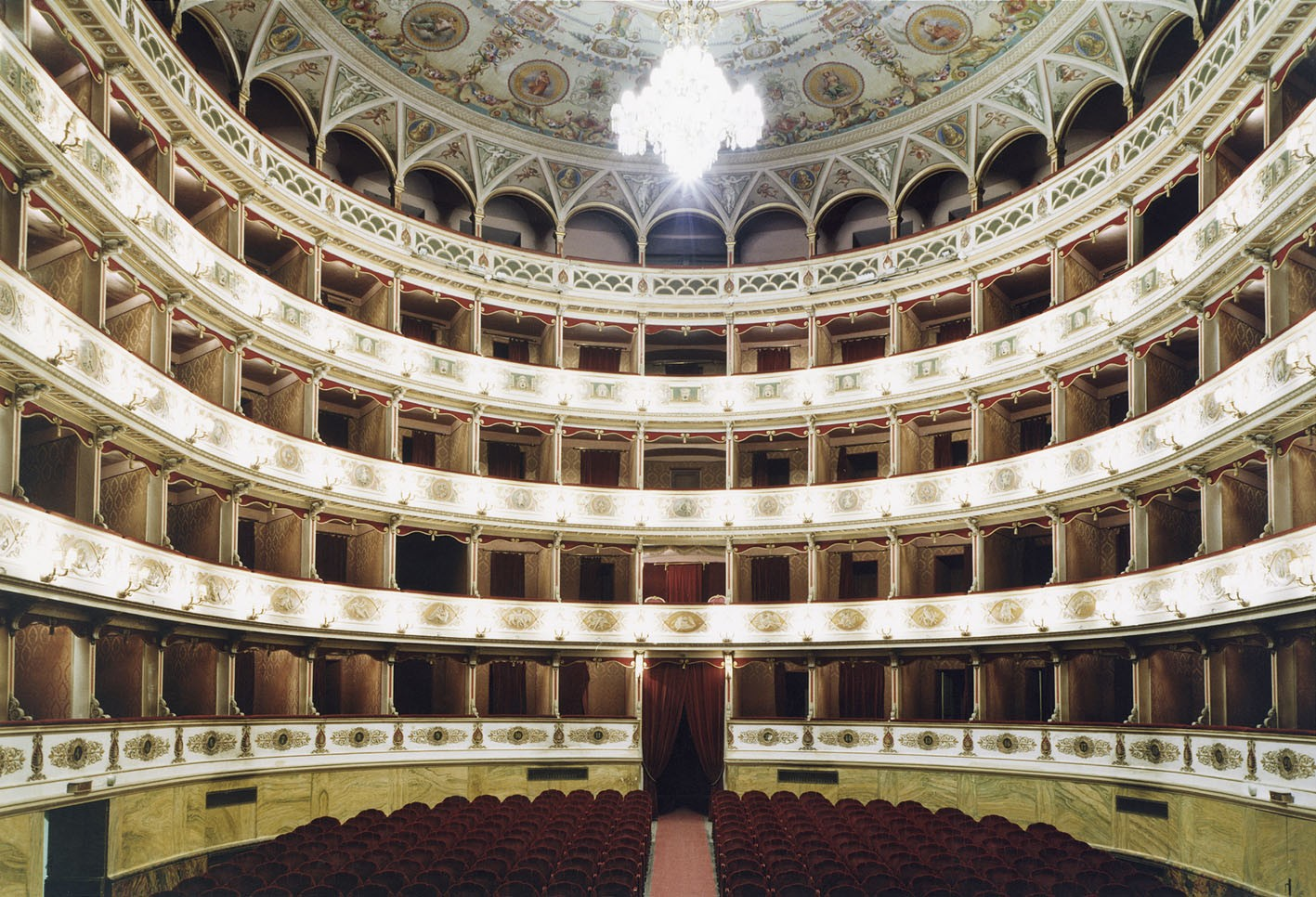
Teatro Nuovo

Mit seinen Konzert- und Opernaufführungen war das Teatro Lirico Sperimentale nicht nur in verschiedenen italienischen Theatern zu Gast, darunter das Stadttheater Florenz  und das Opernhaus Rom, sondern auch in
- Österreich (Wien 1994),
- Spanien (Barcelona 1995)
- Vereinigte Staaten (New York City 1996 und 2009, Los Angeles 2005),
- in der Schweiz (Bern 1997),
- in Japan (Tokio, Kyoto, Osaka, Nagoya, Kobe, Sapporo, Hiroshima, Tokorozawa, Ina, Takasaki, Sendai, Matsudo, Fukuoka, Kitakyushu 2000, 2002, 2004, 2005, 2007, 2008),
- Ungarn (Budapest 2002, Miskolc 2003, Budapest und Miskolc 2006),
- Kanada (Vancouver 2002),
- Deutschland (Schwetzingen 2003, Salzau 2005),
- Polen (Tczew 2003),
- Volksrepublik China (Peking und Tangshan 2004, Peking und Shenyang 2006),
- Russland (Sankt Petersburg 2006, 2008, 2009, 2010),
- Katar (Doha 2007, 2008),
- Kuba (2008)
- und Rumänien (Bukarest und Sibiu 2007, Sibiu 2008 und  2009).